# گاربوزوو
گاربوزوو (انگلیسی: Garbuzovo) یک شهرک در بخش آلکسیفسکی استان بلگورود کشور روسیه است.